# دخيل أجنبي
اللفظ الدخيل الأجنبي (كسينسم) هو كل لفظ اقتراض أخذ من لغة إلى لغة أخرى، فإن بقي على حاله فهو لفظ أجنبي (أعجمي) وإن تمثل (تعرب) فهو لفظ دخيل (معرب).